# 国鉄デハ6250形電車
デハ6250形は、かつて日本国有鉄道の前身である鉄道院、鉄道省に在籍した直流用電車である。

## 概要
甲武鉄道引継ぎの二軸電車の後継として、1909年（明治42年）度に10両が日本車輌製造で新製されたもので、国有鉄道初のボギー式電車として知られる  。製造当初はホデ1形（1 - 10）と称した が、1911年（明治44年）1月1日に施行された鉄道院の国鉄車両称号規程制定にともなって、ホデ6100形（6100 - 6109）、1913年（大正2年）4月22日には、車両形式称号規程の改正にともなって、記号を「ナデ」に改めた。さらに、1914年（大正3年）8月29日付けでデハ6250形（6250 - 6259）に改称されている 。
この電車は、最初の鉄道院独自設計の電車であったことから、後に製造された標準型電車とは、多くの点で差異が見られる。特筆すべきは、本形式の次に製造されたホデ6110形（後のデハ6260形）以降の中央線・山手線用電車の車体幅が2,500mmであったのに対し、2,700mmという大正中期以降製造の標準規格と同じ車体幅となっていることである。これは、当時の客車と同じ規格を採用したためといわれている。
車体は16m級の木製車体で、出入り台は開放式で両端部に設けられており、出入り台の中央部に運転台が設けられたが、客用の部分と区分はされていない。一方、前面は弧状に大きく湾曲した3枚固定窓で、出入り台中央部の幅を広くすることで、運転手と乗客が交錯しないよう配慮されている。側面窓は下降式の一段窓となっており、5個一組が3組15枚が設けられている。屋根は、客室部のみがモニター屋根とされているが、 通風器は設けられていなかった 。
足回りについては、台車は欧州系の軸箱下に板バネを持つもので、日本では他に類を見ない方式であった。主電動機は、シーメンス・シュケルト製のD-58W/D (45.5PS)を4個装備していたが、制御装置も同社製の直接式で、旧甲武の二軸電車が間接式の総括制御装置を装備していたのに比して後退とも取れるが、二軸電車が原則重連で運転されていたものを、本形式1両で置き換えるためであったことを考えれば、当然ともいえる 。そのため、2線式のトロリーポールは、車体前端部から大きく張り出す形で出入り台屋根上に取り付けられており、もとより連結運転は想定されていなかった。電気方式は、直流600Vである。
車内については、屋根裏の天井は仕上げ板が張られておらず、垂木が20本剥き出しとなっていた。座席は、背ずりまで布張りとした、ロングシートであった。出入り台と客室の境に設けられた扉は、従来の1.5倍の幅を持つ4ftの両開き式の引戸である。

## 標準化改造
鉄道院最初の電車だったこともあり、本形式は後続の形式と比して著しく異なる構造を持っており、早期に改造の対象となった。まず、モニター屋根側面に設けられた明かり取り窓を潰して片側4か所に水雷形通風器が設けられた。さらに、開放式だった出入り台側面に折戸が設置され、出入り台と客室の間の引戸が撤去された。1914年（大正3年）から翌年にかけて直接式制御器を総括制御が可能な間接式に交換し、トロリーポールをモニター屋根上に移設した。
1920年（大正9年）7月から9月にかけて、妻形状が切妻に変更されるとともに、前後の出入り台の折戸が引戸に改造され、中央部に引戸が追設されて片側3扉となり、台車も釣り合い梁式の明治45年標準形に交換されて、原形からはかけ離れた形状となっている。

## デハニ6470形への改造
1915年（大正4年）、デハ6258, 6259の2両が、前位側3分の1の客室を荷重3tの荷物室に変更し、形式番号をデハニ6470形（6470, 6471）に改めた。荷物室の側面には幅4フィート（約120cm）の両引戸が設置され、客室の前位側には幅3フィート（約90cm
）の引戸が増設されている。
本形式も、デハ6250形として残存した車両と同様の標準化改造が行われ、大きく外観が変貌したのも、同様である。

## 新宿電車庫火災による廃車
1916年（大正5年）11月24日、新宿電車庫が火災により焼失し、同庫に配属されていた電車20両も焼失した。本形式では、5両（6250 - 6253, 6255）が被災し、同年11月23日付けで廃車されている。焼け残った電装品は、当時、電装品は輸入に頼らざるをえず、貴重品であったことから、デハ6380形新製の際に再用されている。

## 50PS車使用停止にともなう転用
1925年（大正14年）9月、使用電源が直流600Vであった50PS車は、1924年（大正13年）10月の山手線、さらに中央線の昇圧にともなって、その使用が停止された。デハ6250形3両とデハニ6470形2両も、その例にもれず使用が停止され、転用が図られた。
デハ6250形については1926年1月に目黒蒲田電鉄に譲渡され、さらに阪神急行電鉄に移った。目黒蒲田電鉄ではデハ48 - 50と称されたが、同社での使用実績はなかったようである。阪神急行電鉄では、90形と称され、後年鋼体化も行われた（以降の変遷については、阪急90形電車を参照されたい）。
デハニ6470形については同年12月に6470が電装解除のうえ付随車に転用され、サハ23600形（23637）に改称、さらに1926年12月にはサハ23600形の制御車化改造にともなって23629（2代目）に改番された。
6471については1927年（昭和2年）9月に車両性能試験車クケン23100形（23100）に改造されている。

## 1928年10月車両称号規程改正にともなう変更
1928年（昭和3年）10月1日に施行された車両称号規程改正時点では、サハ23600形（23629）とクケン23100形（23100）の2両が残存しており、それぞれサハ25形（25029）、クヤ16形（16001）に改番された。
25029はデハ6250形中、鉄道省に残存する唯一の営業用車として1948年（昭和23年）10月まで在籍し、秩父鉄道に譲渡されたが、現車は1950年（昭和25年）鋼体化改造名義でクハ32に振り替えられている。
16001は、1930年11月にパンタグラフおよび架線観測室を設ける改造が行われた。戦後の1948年4月にモハ52形2両（52002、52005）とともに、東海道本線三島 - 沼津間で行われた高速度試験に供された。国有鉄道最古の電車が車体を軋ませながら100km/h以上で走行する様は、壮絶であったという。同車は1953年（昭和28年）6月1日付けの車両称号規程改正により、クヤ9010形（9010）に改番された後、後継のクヤ9020形（後のクヤ99形）に置き換えられる1955年（昭和30年）1月まで国鉄に在籍するという長命を保った。